# São Cristóvão (Coronel Fabriciano)
São Cristóvão é um bairro do município brasileiro de Coronel Fabriciano, no interior do estado de Minas Gerais. Localiza-se no distrito Senador Melo Viana, estando situado no Setor 6. Segundo o censo demográfico de 2022, realizado pelo Instituto Brasileiro de Geografia e Estatística (IBGE), sua população era de 528 habitantes e havia 180 domicílios particulares permanentes ocupados.
De acordo com o IBGE, em 2010 a população era de 468 habitantes e havia 146 domicílios particulares.
O bairro foi criado em 1994, após a área ser loteada pela Empreendimentos Imobiliários Oliveira Ltda. O nome recebido é uma referência a São Cristóvão, padroeiro dos motoristas e viajantes, visto que 90% do loteamento visava a atender à classe rodoviária.